# 2013년 12월 11일 유로마이단 공격
2013년 12월 11일 보안군의 유로마이단 공격(우크라이나어: Штурм Євромайдану)은 우크라이나의 빅토르 야누코비치 정권이 베르쿠트와 우크라이나 국내군 등 특수부대를 이용하여 유로마이단 시위대를 진압하려는 시도였다. 이들은 독립광장 주변에 쳐저 있는 흐레샤티크와 베사라브스카 광장을 잇는 바리케이드에서 시작되었다. 국내군은 페체르스크 구 지역 법원의 공공 요구 사항 시행이라는 근거로 공격했다. 이 공공 사항 집행은 나중에 불법이었음이 드러났지만, 이 사실은 오후 10시부터 일반인들이 열람할 수 있었다. 사실, 법원의 결정은 비탈리 클리치코가 시민들의 주요 거리가 방해가 된다는 말로만 정해지게 된 것이었다. 평화롭게 진행된 시위에 대한 불법적인 공격에 책임을 졌는지는 확실하지 않다.